# John Cromwell
John Cromwell (Toledo, Ohio, 1887. december 23. – Santa Barbara, Kalifornia, 1979. szeptember 26.) Tony-díjas amerikai filmrendező, színész, filmproducer.

## Életpályája
1907-ben Clevelandben lépett először színpadra. 1912-ben már a Broadway-n játszott Marian De Forest Little Woman című darabjában. 1929-ben került Hollywoodba. 1930-tól önállóan rendezett. 1944–1946 között a Screen Directors Guild (SDG) elnöke volt. 1945-ben Bob Hope-pal az Oscar-díjátadó házigazdája volt. 1951–1957 között a Broadway-on színházi rendezőként is működött. 1960-ban csillagot kapott a Hollywood Walk of Fame-en. 1961-ben rendezett filmet utoljára.

### Munkássága
Jó képességű jellemszínész volt, repertoárja George Bernard Shaw ironikus humorától Henrik Ibsen tragikus mélységéig ívelt. Először színészi feladatokat vállalt két produkcióban is, majd A. Edward Sutherlanddal közösen. Biztos mesterségbeli tudással, a közönség ismeretével rendelkező művész volt. 1930-ban ő rendezte a Tom Sawyert Jackie Coogan főszereplésével. 1933-ban az Ann Vickers című filmben Irene Dunne, Walter Huston, Conrad Nagel, Bruce Cabot, és Edna May Oliver szerepeltek. 1936-ban A kis lord című film Freddie Bartholomew és Dolores Costello főszereplésével készült el. 1938-ban az Algír cím filmben Charles Boyer és Hedy Lamarr szerepeltek. Legsikeresebb munkája, Az ifjú Lincoln (1940) haladó szellemű életrajzi műve volt. 1944-ben a Mióta távol vagy című filmben Claudette Colbert, Jennifer Jones, Joseph Cotten, Shirley Temple, Robert Walker, Monty Woolley, Hattie McDaniel, Agnes Moorehead, Alla Nazimova, Lionel Barrymore és Keenan Wynn kapott szerepet.

## Magánélete
Négyszer kötött házasságot. Első felesége, Alice Lindahl színésznő volt, aki 1918-ban hunyt el egy influenza miatt. Ezt követően Marie Golf-fal élt együtt. 1928–1946 között Kay Johnson (1904–1975) amerikai színésznő volt a párja. Két fiuk született: James Cromwell (1940) és John Cromwell; mindketten színészek. 1946–1979 között Ruth Nelson (1905–1992) amerikai színésznő volt a házastársa.

## Filmjei

### Filmrendezőként
- Az élet tánca (The Dance of Life) (1929) (színész is)
- A lehetőségek utcája (Street of Chance) (1930) (színész is)
- Tom Sawyer (1930)
- A texasi (The Texan) (1930)
- Botránylap (Scandal Sheet) (1931)
- A világ és a hús (World and the Flesh) (1932)
- Az ezüst kötél (The Silver Cord) (1933)
- Ann Vickers (1933) (színész is)
- Örök szolgaság (1934)
- Jalna (1935)
- Túl sokat álmodom (I Dream Too Much) (1935)
- A kis lord (1936)
- Bendzsó a térdemen (Banjo on My Knee) (1936)
- Királyi zűr/A zendai fogoly (1937)
- Algír (1938)
- Holtomiglan, holtodiglan (1939)
- Csak névleg (1939)
- Az ifjú Lincoln (Abe Lincoln in Illinois) (1940) (színészi is)
- Győzelem (Victory) (1940)
- Hajnalodik (1941)
- Mióta távol vagy (1944)
- A bűbájos birtok (1945)
- Anna és a sziámi király (1946)
- Gyanúba keveredve (1947)
- Éjjeli dal (Night Song) (1947)
- Az istennő (The Goddess) (1958)

### Színészként
- Szigorúan titkos ügy (Top Secret Affair) (1957)
- Három nő (1977)
- Esküvő (1978)

## Fordítás
- Ez a szócikk részben vagy egészben  a   John Cromwell (director) című angol Wikipédia-szócikk ezen változatának fordításán alapul.  Az eredeti cikk szerkesztőit annak laptörténete sorolja fel. Ez a jelzés csupán a megfogalmazás eredetét és a szerzői jogokat jelzi, nem szolgál a cikkben szereplő információk forrásmegjelöléseként.